# Ейская коса
Ейская коса — намывная песчаная коса в Азовском море, часть Ейского полуострова. Центральная курортная зона города Ейска. Длина песчаной косы около 3 км, ранее достигала 9 км.
Разразившимся 13 марта 1914 года сильным ураганом часть косы была смыта, её окончание оказалось отрезанным и превратилось в остров.
Ейская коса — наносная приморская равнина, образовавшаяся вследствие длительного накопления толщ рыхлых осадочных пород (песок, ракушка и др.). В 1908—1911 годах при строительстве более чем 100 км железнодорожного полотна от Ейска до Сосыки ракушку для сооружения насыпи черпали на Ейской косе. В это же время на полуострове работал комбинат по выжигу извести из ракушечника. В результате интенсивной добычи известкового природного материала на «теле» косы в средней её части образовался обширный карьер. Промышленные разработки настолько ослабили природную дамбу, что в 1914 году шторм, вызвавший сильный нагон воды, прорвал косу. От полуострова отделилась самая живописная его часть — «стрелка», впоследствии названная Зелёным островом. Образовался пролив шириной более 3 км. С тех пор Ейская коса и одноименный остров живут по своим законам. Из-за изменившейся системы течений усиливается размыв побережья, размыву подвергаются и другие участки береговой полосы Ейска.